# Eriocaulon konkanense
Eriocaulon konkanense är en gräsväxtart som beskrevs av Punekar, Malpure och Pakshirajan Lakshminarasimhan. Eriocaulon konkanense ingår i släktet Eriocaulon och familjen Eriocaulaceae. IUCN kategoriserar arten globalt som sårbar. Inga underarter finns listade i Catalogue of Life.